# Щегольков, Вадим Олегович
Вадим Олегович Щегольков (род. 19 апреля 1994, Ногинск, Московская область) — российский хоккеист, нападающий.

## Биография
Занимался в хоккейных школах «Вастомъ» Москва, «Химик» Воскресенск (2006—2011). За МХК «Химик» в МХЛ играл в сезонах 2011/12 — 2012/13. В сезоне 2013/14 выступал за донецкую команду МХЛ «Молодая гвардия», в декабре провёл четыре матча в составе «Донбасса» в КХЛ. В следующем сезоне играл в МХЛ за команду «Беркуты Кубани», сыграл два матча в ВХЛ за «Кубань». 12 августа 2015 года подписал двусторонний контракт с клубом КХЛ «Сочи». Сезон 2015/16 начал в партнёрской команде ВХЛ «Буран» Воронеж. Проведя один матч, стал играть за другой аффилированный клуб — «Дизель» Пенза. 14 октября дебютировал в составе «Сочи». В сезоне 2016/17 сыграл 24 матчей за «Сочи» и 27 — за «Динамо» Санкт-Петербург. 27 декабря 2017 года был обменян в омский «Авангард». 2 мая 2018 года подписал с клубом двухлетнее двустороннее соглашение, сезон-2018/19 начал в команде ВХЛ «Югра» Ханты-Мансийск. В январе 2021 года перешёл в команду первой чешской лиги «Стадион» Литомерице. Играл в ВХЛ за «Ижсталь» Ижевск (2019/20), «Ростов» (2020/21 — 2021/22), «Ладу» Тольятти (2022/23). Летом 2023 года был в команде «Норильск», но подписал контракт к командой чемпионата Казахстана «Хумо» Ташкент. 2 июля 2024 года перешёл в белорусский клуб «Витебск».